# Lola Ponce
Lola Ponce (Rosario, Santa Fe; 25 de junio de 1982) es una cantante y actriz argentina-italiana. Inició su carrera en Argentina, pero se consolidó y se desarrolló artísticamente en Italia.

## Trayectoria artística
Lola Ponce nació en Rosario, Argentina en 1979. Hija de músico, Héctor Ponce, y nieta de Osvaldo Fresedo, de origen genovés. Desde su adolescencia participó en importantes festivales de América del Sur.

### 1987-2001: Inicios

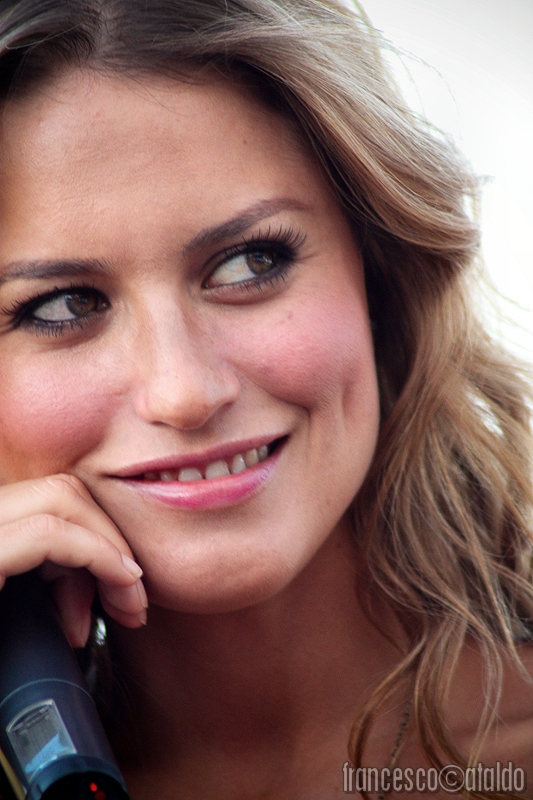
Lola Ponce en sus comienzos.

A los 8 años, formó un dúo con su hermano y comenzó a cantar al estilo de folklore. Cuando terminó los estudios de secundaria se presentó en un casting en un canal de Buenos Aires, en el cual quedó seleccionada como contrafigura para la serie de televisión De la nuca.
En 1998 participó en el programa infantil Chiquititas, bajo la producción de Cris Morena.
En 1999 decidió dedicarse a la música.
En ese momento conoció al productor Oscar Mediavilla, quien la contactó con el intérprete, compositor y productor Joaquín Galán.
En el año 2000 lanzó su primer álbum, Inalcanzable, grabado en Los Ángeles bajo la producción de Joaquín Galán y Oscar Mediavilla.
En este trabajo participaron músicos como Abraham Laboriel en bajo,
Michael Thompson en guitarra, y Álex Acuña en batería.

### 2002-2009:Notre Dame de París,FearlessyIl diario di Lola
En 2002 se radicó en Italia para protagonizar Notre Dame de París, la ópera creada por el cantautor italiano Ricardo Cocciante. En el papel de Esmeralda, Lola realizó alrededor de 600 réplicas desde su estreno en marzo de 2002 hasta el 14 de septiembre de 2008, fecha en la que dijo adiós al personaje. Con este papel, Lola logró gran popularidad en Italia, con más de 3 millones de espectadores solo en ese país.[cita requerida] La RAI la transmitió en 2003, con más de 6 millones de telespectadores.[cita requerida]
Radicada definitivamente en Roma, Italia, en el año 2004 editó su primer disco en inglés, Fearless, el cual obtuvo una muy buena crítica en Europa.
Luego participó en el programa Ma il cielo è sempre più blu conducido por Giorgio Panariello, también trasmitido por la RAI.

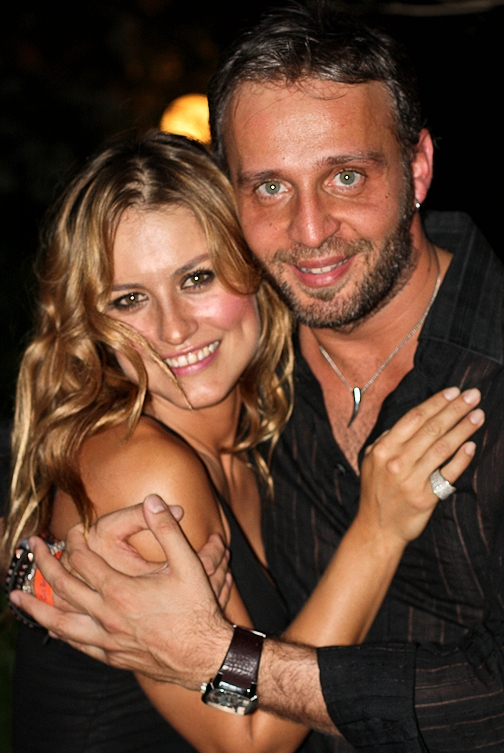
Lola Ponce junto a Giò di Tonno.

En el año 2005 fue una de las invitadas internacionales a cantar en el Festival de San Remo.
Realizó una participación especial en 10 capítulos en la telenovela argentina Sin código, protagonizada por Adrián Suar y Nancy Dupláa.
En el año 2008 Lola ganó, junto al italiano Giò Di Tonno, el Festival de la Canción de San Remo con el tema «Colpo di fulmine», escrito por Gianna Nannini para la ópera rock Pia de Tolomei, en la cual Lola encarnaba a la protagonista. Ese mismo año lanzó su tercer álbum, Il diario di Lola.
Ese año hizo una gira por Italia junto a Gio di Tonno en el Perdutamente Noi Live Tour.
Fue elegida mujer del año en Italia por "Max" para su "Book of the year 2009" con fotografías del reconocido fotógrafo Fabrizio Ferri.[cita requerida]
En 2009 condujo Mai Dire Goal junto al Mago Forest para el canal Italia 1 del grupo Mediaset. Participó en la miniserie para la Rai Butta la Luna 2. Es la madrina del Festival Latinoamericano en Milán presentándose en concierto el 19 de junio. Formó parte del reparto de la película Polvere y también grabó parte de la banda sonora de la misma.
Grabó junto a Gio di Tonno la banda sonora en Italia de La bella durmiente de Disney para el 50° aniversario de la película en una edición especial en DVD y Blu-Ray.

### 2010-2011:Bailando por un sueño,Le due facce dell'amorey cine
En 2010 volvió a Argentina, y participó de Bailando por un Sueño 2010. Ese año fue la imagen de la marca de bikinis Miss Bikini Original, gracias a la cual incursionó como diseñadora con su propio bikini llamado With Love. Lola.
Luego fue una de las protagonistas de la ópera moderna I promessi sposi, en el rol de La Mónaca di Monza. Debutó el 18 de junio de 2010 en el estadio San Siro en Milán y trasmitido en septiembre por la RAI. Fue la primera vez que una ópera moderna se realizó en un estadio.
También protagonizó la película Colpo di fúlmine junto a Roberto Farnesi.

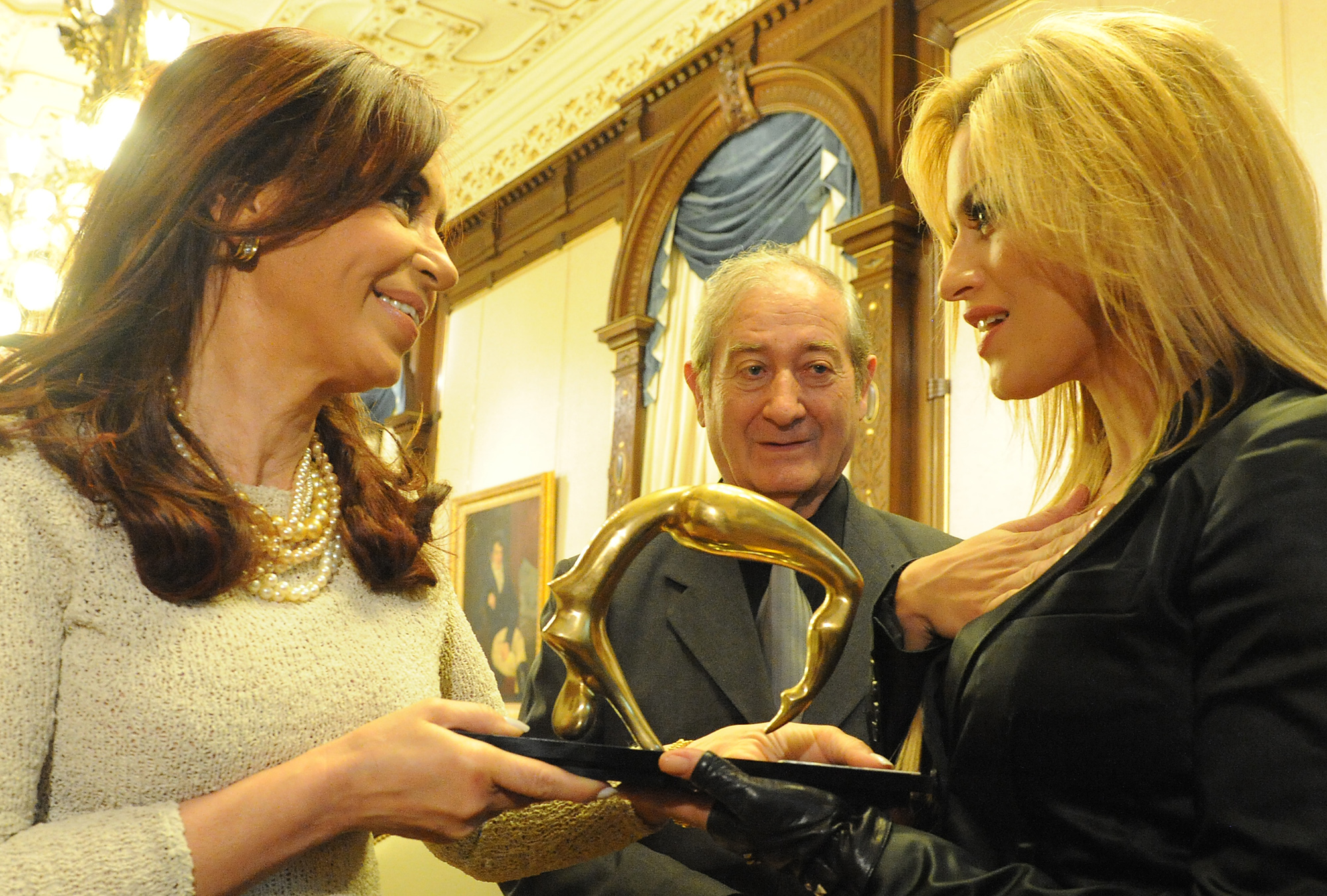
Lola Ponce con la presidenta Cristina Fernández de Kirchner.

Interpretó a "Jessica" en la miniserie Le due facce dell'amore (la versión italiana de la telenovela Sin tetas no hay paraíso), ambas para el grupo Mediaset.
Formó parte del elenco de la película La bellezza del somaro (en el rol de Gladys, la joven amante del personaje interpretado por Castellito), dirigida y protagonizada por el actor italiano Sergio Castellito que se estrenó en los cines italianos en diciembre de 2010.
Graba el tema No me alcanza el corazón a dúo con el tenor argentino Eduardo Bosio.
El 15 de diciembre lanzó su cuarto álbum bajo el sello Del Ángel FEG (Fenix Entreteiment Grup), Lola, que contiene sus primeras canciones como cantautora.
Fue la imagen de las campañas publicitarias de la línea de lencería femenina Selú en el período 2010/2011 y de la peluquería Cool Cuts de 2009 a 2011, ambas en Argentina y, también fue imagen de la marca italiana de ropa deportiva Vip on Board en 2011.
En 2011 realizó un especial para la RAI llamado Una Cantante in Convento, trasmitido el lunes después de Pascua.
Fue la presentadora del Festival Show, evento musical en gira por varias ciudades italianas desde mayo a septiembre de 2011, participando también como cantante en cada espectáculo.
Lanza su línea de camisetas en sociedad con la modelo italiana Clizia Incorvaia llamada Girls Speak.

### 2012-presente:El talismányLola
Es la villana de la telenovela El talismán, en el papel de «Lucrecia Negrete», junto a los actores Blanca Soto, Aarón Díaz, Rafael Novoa y Marcela Mar que fue transmitida por la cadena Univisión en Estados Unidos. La telenovela fue grabada en Miami, producida por Univisión y Venevisión Internacional. Estuvo al aire desde el 30 de enero hasta el 15 de junio de 2012 con un total de 99 capítulos.
El 19 y 20 de mayo de 2012 presentó su nuevo tema musical Coqueta, en dúo con el actor y cantante mexicano Aarón Díaz en el marco del "Long Beach Gay Parade" en la ciudad de Los Ángeles.
Junto al cantante argentino Nico Zuviría cantan a dúo la canción Momento perfecto. La misma forma parte del nuevo material discográfico que el joven músico presenta en Argentina en agosto de 2012.
En 2016 regresa en Italia para hacer de nuevo Esmeralda en Notre Dame de París

## Vida personal
El 27 de febrero de 2013 nació en la ciudad de Rosario (Argentina) su primera hija y el 16 de agosto de 2014 nació en la ciudad de Miami su segunda hija ambas con el actor mexicano Aarón Díaz.

## Discografía

### Álbumes solista
- 2001: Inalcanzable
- 2004: Fearless
- 2008: Il diario di Lola
- 2010: Lola
- 2024: En vivo desde el Teatro Colón

### Banda sonora
- 2002: Notre-Dame de París

### Videos musicales
| Año  | Título                           | Álbum             |
| ---- | -------------------------------- | ----------------- |
| 2001 | «Inalcanzable»                   | Inalcanzable      |
| 2001 | «Eres tu»                        | Inalcanzable      |
| 2001 | «No me lo creo»                  | Inalcanzable      |
| 2004 | «Sleep»                          | Fearless          |
| 2004 | «Amor»                           | Fearless          |
| 2004 | «I can´t do it»                  | Fearless          |
| 2008 | «Colpo di fulmine»               | Il diario di Lola |
| 2010 | «Fuera de mi / Fuori di me»      | Lola              |
| 2010 | «Esperando»                      | Lola              |
| 2014 | «StopYour Mind / Move Your Body» |                   |

## Filmografía

### Televisión
| Año  | Título                | Rol                      | Notas                             |
| ---- | --------------------- | ------------------------ | --------------------------------- |
| 1996 | La nena               | -                        |                                   |
| 1997 | De la Nuca            | Luly                     |                                   |
| 1998 | Chiquititas           | Serena                   | (Serie TV) Chiquititas            |
| 2004 | Sin código            | Luna                     |                                   |
| 2009 | Powder                | Marcela                  | Polvere                           |
| 2010 | Love & Slaps          | Gladys                   | La bellezza del somaro            |
| 2010 | Bailando por un sueño | Ella misma / Concursante |                                   |
| 2010 | The Two Faces of Love | Jessica                  | Le due facce dell'amore           |
| 2012 | El talismán           | Lucrecia Negrete         | telenovela estadounidense         |
| 2019 | Club 57               | Donna Fontana            | telenovela juvenil de Nickelodeon |

### Cine
| Año  | Título                                                 | Rol         | Notas                                                                |
| ---- | ------------------------------------------------------ | ----------- | -------------------------------------------------------------------- |
| 2002 | Notre-Dame de París — En vivo desde la Arena de Verona | Esmeralda   | (Película TV) Notre Dame de Paris — En vivo desde la Arena de Verona |
| 2010 | Cinderella 2000                                        | Cenicienta  | Película para TV                                                     |
| 2010 | Love at First Sight                                    | Maya Rivera | Película para TV, Colpo di fulmine                                   |

## Teatro
| Año        | Título                         | Rol             | Notas                            |
| ---------- | ------------------------------ | --------------- | -------------------------------- |
| 2002/ 2017 | Notre-Dame de París            | Esmeralda       | Producida por Verona Arena       |
| 2010       | The Betrothed — A Modern Opera | Monaca di Monza | I promessi sposi — Opera moderna |

## Premios y nominaciones
Ganadora del Festival de San Remo 2008. 
| 2007 | 1 premio          | Big                  | Colpo di Fulmine |          |
| ---- | ----------------- | -------------------- | ---------------- | -------- |
| 2013 | Miami Life Awards | Mejor actriz villana | El talismán      | Nominada |